# Viaggi straordinarissimi di Saturnino Farandola
Viaggi straordinarissimi di Saturnino Farandola (Voyages très extraordinaires de Saturnin Farandoul) è un romanzo fantastico-avventuroso scritto e illustrato nel 1879 dal francese Albert Robida.
Sulle orme del suo quasi contemporaneo e connazionale scrittore di romanzi fantastici Jules Verne, Robida volle esprimere al massimo la letteratura di narrazione di fantasia, ambientata in esotici e lontani paesi del Pacifico.
Dal romanzo sono stati tratti un film muto del 1913, Le avventure straordinarissime di Saturnino Farandola, talvolta citato come una delle prime espressioni della fantascienza cinematografica europea, e uno sceneggiato televisivo del 1977, entrambi di produzione italiana.

## Trama
Il bambino Saturnino, trovatosi solo nell'Oceano in una sorta di cassetta galleggiante a causa del naufragio di un veliero nel quale muoiono entrambi i genitori, approda su un'isola abitata da grandi scimmie che lo accolgono, lo allevano, lo abituano a muoversi, a parlare e a camminare come loro. Fattosi uomo, con rammarico decide di abbandonare l'isola e le scimmie e partire all'avventura nel mare sconosciuto. Viene quindi catturato da Lombrico, il capitano del veliero Bella Leocadia. Questi lo prende a ben volere e quando muore, ucciso dai pirati, Saturnino stesso assume il comando della nave e scorrazza per i mari di tutto il mondo.
Qui cominciano le sue meravigliose avventure, ambientate nelle zone più esotiche del Sud-est asiatico, e gli insoliti viaggi nel tempo e nello spazio con battaglie aeree tra dirigibili e sottomarini, palombari che viaggiano su squali d'acciaio, pirati, elefanti sacri, russi baffuti e impellicciati. Nelle sue varie avventure, Saturnino si innamora di Mysorà (una donna-palombaro), e con lei vive ulteriori viaggi e battaglie; libera la sua amata dal professor Croknuff, il direttore dell'acquario di Melbourne, recupera l'elefante bianco del Re del Siam, diventa generale e si imbarca in nuove peripezie. Si trova a dover fare la guerra contro un impero, muove guerra al Milligan del Sud. Si salva solo per l'integrità del suo cuore libero, e si ritira nell'isola delle scimmie per vivere in pace con Mysorà.

## Opere derivate
Filmografia
Le avventure straordinarissime di Saturnino Farandola, un film muto del 1913 interpretato e diretto da Marcel Fabre e prodotto in Italia a Torino, è talvolta citato come una delle prime espressioni della fantascienza cinematografica europea.
Televisione
Dal romanzo è stato tratto lo sceneggiato televisivo Saturnino Farandola, in 13 episodi, diretto e sceneggiato da Raffaele Meloni con Norman Mozzato e interpretato da Mariano Rigillo, Daria Nicolodi, Franco Angrisano, Donatina De Carolis, Attilio Cucari, Silvio Anselmo, Claudia Lawrence, Emilio Marchesini, Giovanni Poggiali, Flavio Colombaioni; fu trasmesso in prima visione da Rete Due, all'interno del palinsesto pomeridiano dedicato ai ragazzi, dal 7 aprile al 2 giugno 1977 (i primi 9 episodi) e dal 14 dicembre 1977 al 4 gennaio 1978 (gli ultimi 4 episodi)
Fumetti
- Pier Lorenzo De Vita, nel 1940, ha illustrato il fumetto Saturnino Farandola, in un primo momento su sceneggiatura di Federico Pedrocchi, e poi di Guido Mellini.[5]
- Il 25 novembre 1959 fu pubblicata su Topolino la storia a fumetti Le straordinarie avventure di Paperino Girandola.[6]
- Sull'onda del successo dello sceneggiato televisivo nel 1979 il disegnatore Bonvi si ispirò al nome del personaggio per battezzare il suo Marzolino Tarantola, la cui storia (del tutto diversa dalle avventure di Saturnino e piuttosto ispirata al kolossal La grande corsa con Tony Curtis e Jack Lemmon) apparve per la prima volta all'interno del programma Supergulp.

## Edizioni
- Albert Robida, Voyages très extraordinaires de Saturnin Farandoul, Paris, Librairie illustrée, 1879-1880.
- Albert Robida, Viaggi straordinariissimi di Saturnino Farandola nelle 5 o 6 parti del mondo e in tutti i paesi visitati e non visitati da Giulio Verne, Edoardo Sonzogno, 1884.
- Albert Robida, Viaggi straordinariissimi di Saturnino Farandola nelle 5 o 6 parti del mondo e in tutti i paesi visitati e non visitati da Giulio Verne, Sonzogno, 1910.
- Albert Robida, Saturnino Farandola, traduzione di Barbetti, Editrice Carroccio, 1949.
- Albert Robida, Viaggi straordinari di Saturnino Farandola in oceania, Mondadori, 1952.
- Albert Robida, Viaggi straordinarissimi di Saturnino Farandola nelle 5 o 6 parti del mondo e in tutti i paesi visitati e non visitati da Giulio Verne, Sonzogno, 1976.